# Coupe du monde de VTT 1994
Navigation
1993 1995
La Coupe du monde de VTT 1994 est la 4e édition de la Coupe du monde de VTT. Elle comporte deux disciplines : cross-country et descente.
Bart Brentjens et Juliana Furtado remportent le classement général en cross-country tandis que François Gachet et Kim Sonier remportent le classement général en descente.

## Cross-country

### Hommes
| #  | Date        | Lieu             | Vainqueur           | Deuxième            | Troisième           | Leader du général |
| -- | ----------- | ---------------- | ------------------- | ------------------- | ------------------- | ----------------- |
| 1  | 17 avril    | Madrid           | John Tomac          | Thomas Frischknecht | David Juarez        | John Tomac        |
| 2  | 24 avril    | Isola d'Elba     | Ned Overend         | John Tomac          | Ralf Berner         |                   |
| 3  | 1er mai     | Houffalize       | Henrik Djernis      | Daniele Bruschi     | Bart Brentjens      |                   |
| 4  | 8 mai       | Plymouth         | Henrik Djernis      | Tim Gould           | Bart Brentjens      |                   |
| 5  | 18 juin     | Mount Snow       | Thomas Frischknecht | Tim Gould           | Rune Høydahl        |                   |
| 6  | 26 juin     | Mont Sainte-Anne | Thomas Frischknecht | Bart Brentjens      | Tim Gould           |                   |
| 7  | 8 juillet   | Mammoth Lakes    | Gary Foord          | Bart Brentjens      | Tim Gould           |                   |
| 8  | 31 juillet  | Cairns           | Bart Brentjens      | Ralf Berner         | Pavel Elsnic        |                   |
| 9  | 7 août      | Lenzerheide      | Ned Overend         | Tim Gould           | Thomas Frischknecht |                   |
| 10 | 4 septembre | Silver Star      | David Juarez        | Albert Iten         | Ned Overend         | Bart Brentjens    |

| Pos | Coureur        | Pts |
| --- | -------------- | --- |
| 1.  | Bart Brentjens |     |
| 2.  | Ned Overend    |     |
| 3.  | David Juarez   |     |

### Femmes
Résultats
| #  | Date        | Lieu             | Vainqueur       | Deuxième           | Troisième          | Leader du général |
| -- | ----------- | ---------------- | --------------- | ------------------ | ------------------ | ----------------- |
| 1  | 17 avril    | Madrid           | Juliana Furtado | Caroline Alexander | Susan DeMattei     | Juliana Furtado   |
| 2  | 24 avril    | Isola d'Elba     | Alison Sydor    | Juliana Furtado    | Silvia Fürst       | Juliana Furtado   |
| 3  | 1er mai     | Houffalize       | Juliana Furtado | Silvia Fürst       | Caroline Alexander | Juliana Furtado   |
| 4  | 8 mai       | Plymouth         | Juliana Furtado | Susan DeMattei     | Caroline Alexander | Juliana Furtado   |
| 5  | 18 juin     | Mount Snow       | Juliana Furtado | Ruthie Matthes     | Chantal Daucourt   | Juliana Furtado   |
| 6  | 26 juin     | Mont Sainte-Anne | Juliana Furtado | Silvia Fürst       | Caroline Alexander | Juliana Furtado   |
| 7  | 8 juillet   | Mammoth Lakes    | Juliana Furtado | Caroline Alexander | Tammy Jacques      | Juliana Furtado   |
| 8  | 31 juillet  | Cairns           | Susan DeMattei  | Janine Feyaerts    | Meg Carrigan       | Juliana Furtado   |
| 9  | 7 août      | Lenzerheide      | Paola Pezzo     | Alison Sydor       | Chantal Daucourt   | Juliana Furtado   |
| 10 | 4 septembre | Silver Star      | Alison Sydor    | Juliana Furtado    | Ruthie Matthes     | Juliana Furtado   |

Classement général
| Pos | Coureuse           | Pts |
| --- | ------------------ | --- |
| 1.  | Juliana Furtado    |     |
| 2.  | Caroline Alexander |     |
| 3.  | Alison Sydor       |     |

## Descente

### Hommes
Résultats
| # | Date | Lieu             | Vainqueur       | Deuxième            | Troisième          | Leader du général |
| - | ---- | ---------------- | --------------- | ------------------- | ------------------ | ----------------- |
| 1 |      | Cap-d'Ail        | François Gachet | François Dola       | Nicolas Vouilloz   | François Gachet   |
| 2 |      | Hindelang        | François Gachet | Christian Taillefer | Franck Roman       |                   |
| 3 |      | Mont Sainte-Anne | Jürgen Beneke   | François Gachet     | Rob Warner         |                   |
| 4 |      | Mammoth Lakes    | Jürgen Beneke   | John Tomac          | Todd Tanner        |                   |
| 5 |      | Kaprun           | François Gachet | Nicolas Vouilloz    | Myles Rockwell     |                   |
| 6 |      | Silver Star      | François Gachet | Myles Rockwell      | Stefano Migliorini | François Gachet   |

Classement général
| Pos | Coureur          | Pts |
| --- | ---------------- | --- |
| 1.  | François Gachet  |     |
| 2.  | Jürgen Beneke    |     |
| 3.  | Nicolas Vouilloz |     |

### Femmes
Résultats
| # | Date | Lieu             | Vainqueur              | Deuxième               | Troisième     | Leader du général      |
| - | ---- | ---------------- | ---------------------- | ---------------------- | ------------- | ---------------------- |
| 1 |      | Cap-d'Ail        | Anne-Caroline Chausson | Kim Sonier             | Missy Giove   | Anne-Caroline Chausson |
| 2 |      | Hindelang        | Missy Giove            | Anne-Caroline Chausson | Leigh Donovan | Anne-Caroline Chausson |
| 3 |      | Mont Sainte-Anne | Elke Brutsaert         | Missy Giove            | Regina Stiefl |                        |
| 4 |      | Mammoth Lakes    | Kim Sonier             | Giovanna Bonazzi       | Regina Stiefl |                        |
| 5 |      | Kaprun           | Missy Giove            | Anne-Caroline Chausson | Kim Sonier    |                        |
| 6 |      | Silver Star      | Kim Sonier             | Anne-Caroline Chausson | Regina Stiefl | Kim Sonier             |

Classement général
| Pos | Coureuse               | Pts |
| --- | ---------------------- | --- |
| 1.  | Kim Sonier             |     |
| 2.  | Anne-Caroline Chausson |     |
| 3.  | Missy Giove            |     |